# Jerzy Bułhak
Jerzy Bułhak (imię chrzestne Ignacy) herbu Syrokomla (ur. 10 kwietnia 1699, zm. 12 marca 1769) roku w Chrapinie – duchowny greckokatolicki.
Syn Władysława herbu Syrokomla.

## Życiorys
W 1713 wstąpił do zakonu bazylianów. Studiował teologię w Kolegium Papieskim w Ołomuńcu w latach 1720–1721, w Kolegium Urbanum przy Kongregacji Rozkrzewiania
Wiary w Rzymie w latach 1721–1725, gdzie został doktorem teologii i filozofii. Podczas studiów w Rzymie w sierpniu 1723 otrzymał święcenia kapłańskie. Był prokuratorem zakonu bazylianów w Rzymie, audytorem generalnym kurii metropolitarnej Leona Kiszki.
Po śmierci biskupa włodzimiersko-brzeskiego Lebieckiego jego miejsce zajął dotychczasowy ordynariusz pińsko-turowski Teodozy Teofil Godebski. Bułhak otrzymał w marcu 1730 nominację na ordynariusza pińsko-turowskiego. Konsekrowany na biskupa 3 września 1730. Od 1733 był także archimandrytą supraskim. Bezskutecznie za biegał o przeniesienie na biskupstwo włodzimiersko-brzeskie. W maju 1759 rozpoczął w Pińsku proces informacyjny Andrzeja Boboli.